# الحوزري (الملاح)

تعديل مصدري - تعديل

الحوزري هي إحدى قرى عزلة الملاح بمديرية الملاح التابعة لمحافظة لحج، بلغ تعداد سكانها 42 نسمة حسب تعداد اليمن لعام 2004.